# Erika Zuchold
Erika Zuchold est une gymnaste artistique est-allemande née le 19 mars 1947 à Lucka (Allemagne) et morte le 22 août 2015 à Asuncion (Paraguay).

## Biographie sportive

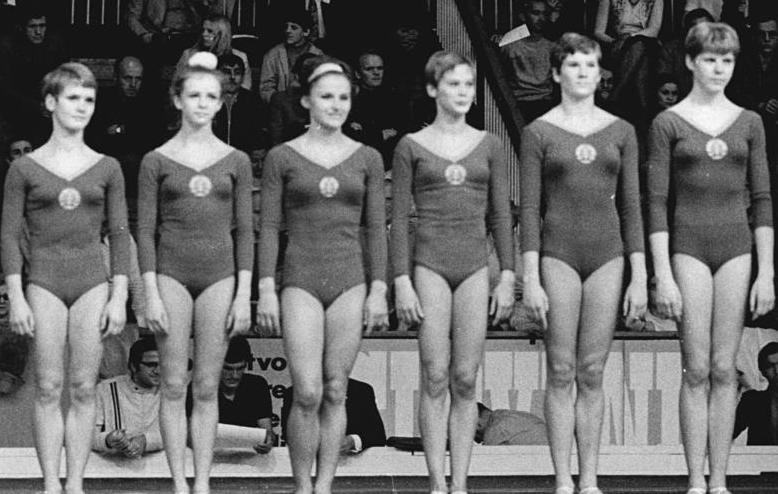
Equipe allemande de gymnastique aux XVII Championnats du monde de gymnastique libre féminine(Ljubljana, Yougoslavie), 25 octobre 1970, composée de 6 femmes : Angelika Hellman ,Christine Schmitt, Erika Zuchold, Karin Janz, Marianne Noack, Richarda Schmeißer

Aux Championnats du monde de gymnastique artistique 1966 à Dortmund, Erika Zuchold obtient deux médailles d'argent, en concours général individuel et en saut de cheval.
Elle est médaillée d'argent au saut de cheval et médaillée de bronze en concours général par équipes aux Jeux olympiques de 1968 à Mexico. Aux Championnats du monde de gymnastique artistique 1970 à Ljubljana, elle remporte deux médailles d'or (en saut de cheval et à la poutre) ainsi que deux médailles d'argent (au concours général individuel et par équipes).
Aux Jeux olympiques de 1972 à Munich, elle est triple médaillée d'argent (au concours général par équipes, au sol et aux barres asymétriques).
Elle entre à l'International Gymnastics Hall of Fame en 2005.